# Colocleora hegemonica
Colocleora hegemonica är en fjärilsart som beskrevs av Louis Beethoven Prout 1932. Colocleora hegemonica ingår i släktet Colocleora och familjen mätare. Inga underarter finns listade i Catalogue of Life.